# Mniotype
Mniotype is een geslacht van vlinders uit de familie uilen (Noctuidae). De wetenschappelijke naam is voor het eerst geldig gepubliceerd in 1941 door John G. Franclemont
De typesoort is Hadena ducta Grote, 1878.

## Synoniemen
- Blepharamia Berio, 1980
  - Typesoort: Phalaena adusta Esper, 1790
- Ablephica Berio, 1985
  - Typesoort: Noctua natura Denis & Schiffermüller, 1775
- Pseudomniotype Beck, 1992
- Eremobastis Pérez-López & Morente-Benítez, 1996
  - Typesoort: Luperina (Eremobastis) maribe Pérez-López & Morente-Benitez, 1996

## Soorten
- M. adjuncta (Moore, 1881))
- M. adusta

Adusta-uil (Esper, 1790)) - Adusta-uil
- M. albostigmata (Bethune-Baker, 1891))
- M. anilis (Boisduval, 1840))
- M. aphanes 1980	)
- M. aulombardi 1994
- M. bathensis (Lützau, 1900))
- M. cbgurungi 1998
- M. clavata 1999
- M. compitalis 1909	)
- M. concinna 1900	)
- M. csanadii 1999
- M. cyanochlora 1998
- M. chlorobesa 1999
- M. deluccai (Berio, 1976))
- M. ducta 1878	)
- M. falcifera 1999
- M. ferida 1908	)
- M. fratellum (Pinker, 1965))
- M. fulva (Rothschild, 1914)
- M. hackeri 1996
- M. inexpectata (Weidlich, 2001)
- M. inthanoni 1999
- M. johanna 1897	)
- M. juldussica (Draudt, 1934))
- M. kobyakovi Volynkin, Matov & Behounek., 2014
- M. krisztina 1998
- M. lama (Staudinger, 1900))
- M. leucocyma 1907	)
- M. lugens 1990
- M. melanodonta 1906	)

- M. miniota 1908	)
- M. mucronata 1882	)
- M. occidentalis Yela, Fibiger, Ronkay & Zilli, 2010
- M. olivascens 1950	)
- M. pallescens 1946
- M. satura

Roestuil Denis & Schiffermüller, 1775) - Roestuil
- M. schumacheri (Rebel, 1917))
- M. solieri (Boisduval, 1829))
- M. sommeri 1836	)
- M. spinosa (Chretien, 1910))
- M. tenera 1900	)
- M. usurpatrix (Rebel, 1914))
- M. versuta 1895	)